# Muntiacus rooseveltorum
El muntíaco de Laos (Muntiacus rooseveltorum), también conocido como muntíaco de Roosevelt o ciervo ladrador de Roosevelt, es una especie de cérvido originario de la provincia de Phongsaly (Laos).

## Hábitat y características
Este miembro del género Muntiacus se encuentra en bosques que tienen una altitud de entre los 700 y 1250 metros. Su población se concentra principalmente en Laos, aunque se sospecha que podría haber ejemplares en Vietnam, China y Birmania.
Como la mayoría de especies de muntíacos se cree que no es una especie gravemente amenazada, aunque preocupa sobremanera la destrucción de su hábitat, principalmente la fragmentación de los bosques y muy especialmente los hábitos de caza de las poblaciones locales.